# Formuła 1 Sezon 2021
Sezon 2021 Formuły 1, oficjalnie FIA Formula One World Championship 2021 – 72. sezon Mistrzostw Świata Formuły 1. 
Mistrzem świata w klasyfikacji kierowców po raz pierwszy w karierze został Max Verstappen. Mistrzostwo w klasyfikacji konstruktorów ósmy raz z rzędu zdobył Mercedes.

## Prezentacje samochodów
Źródło: www.formula1.com
| Samochód                          | Data prezentacji | Data prezentacji | Data prezentacji | Data prezentacji | Data prezentacji | Data prezentacji |
| --------------------------------- | ---------------- | ---------------- | ---------------- | ---------------- | ---------------- | ---------------- |
| McLaren MCL35M                    | 15 lutego 2021   | 15 lutego 2021   | 15 lutego 2021   | 15 lutego 2021   | 15 lutego 2021   | 15 lutego 2021   |
| AlphaTauri AT02                   | 19 lutego 2021   | 19 lutego 2021   | 19 lutego 2021   | 19 lutego 2021   | 19 lutego 2021   | 19 lutego 2021   |
| Alfa Romeo C41                    | 22 lutego 2021   | 22 lutego 2021   | 22 lutego 2021   | 22 lutego 2021   | 22 lutego 2021   | 22 lutego 2021   |
| Red Bull RB16B                    | 23 lutego 2021   | 23 lutego 2021   | 23 lutego 2021   | 23 lutego 2021   | 23 lutego 2021   | 23 lutego 2021   |
| Alpine A521                       | 2 marca 2021     | 2 marca 2021     | 2 marca 2021     | 2 marca 2021     | 2 marca 2021     | 2 marca 2021     |
| Mercedes-AMG F1 W12 E Performance | 2 marca 2021     | 2 marca 2021     | 2 marca 2021     | 2 marca 2021     | 2 marca 2021     | 2 marca 2021     |
| Aston Martin AMR21                | 3 marca 2021     | 3 marca 2021     | 3 marca 2021     | 3 marca 2021     | 3 marca 2021     | 3 marca 2021     |
| Haas VF-21                        | 4 marca 2021     | 4 marca 2021     | 4 marca 2021     | 4 marca 2021     | 4 marca 2021     | 4 marca 2021     |
| Williams FW43B                    | 5 marca 2021     | 5 marca 2021     | 5 marca 2021     | 5 marca 2021     | 5 marca 2021     | 5 marca 2021     |
| Ferrari SF21                      | 10 marca 2021    | 10 marca 2021    | 10 marca 2021    | 10 marca 2021    | 10 marca 2021    | 10 marca 2021    |

## Lista startowa
| Zespół                                  | Konstruktor               | Samochód             | Silnik (1.6l V6T)   | Opony | Nr | Kierowcy wyścigowi | Rundy       | Kierowcy rezerwowi                                 |
| --------------------------------------- | ------------------------- | -------------------- | ------------------- | ----- | -- | ------------------ | ----------- | -------------------------------------------------- |
| McLaren F1 Team                         | McLaren-Mercedes          | MCL35M               | Mercedes AMG F1 M12 | P     | 3  | Daniel Ricciardo   | 1–22        | Nyck de Vries Paul di Resta Stoffel Vandoorne      |
| McLaren F1 Team                         | McLaren-Mercedes          | MCL35M               | Mercedes AMG F1 M12 | P     | 4  | Lando Norris       | 1–22        | Nyck de Vries Paul di Resta Stoffel Vandoorne      |
| Aston Martin Cognizant Formula One Team | Aston Martin-Mercedes     | AMR21                | Mercedes AMG F1 M12 | P     | 5  | Sebastian Vettel   | 1–22        | Nico Hülkenberg                                    |
| Aston Martin Cognizant Formula One Team | Aston Martin-Mercedes     | AMR21                | Mercedes AMG F1 M12 | P     | 18 | Lance Stroll       | 1–22        | Nico Hülkenberg                                    |
| Williams Racing                         | Williams-Mercedes         | FW43B                | Mercedes AMG F1 M12 | P     | 6  | Nicholas Latifi    | 1–22        | Jack Aitken Jamie Chadwick Roy Nissany Dan Ticktum |
| Williams Racing                         | Williams-Mercedes         | FW43B                | Mercedes AMG F1 M12 | P     | 63 | George Russell     | 1–22        | Jack Aitken Jamie Chadwick Roy Nissany Dan Ticktum |
| Alfa Romeo Racing ORLEN                 | Alfa Romeo Racing-Ferrari | C41                  | Ferrari 065/6       | P     | 7  | Kimi Räikkönen     | 1–12, 15–22 | Robert Kubica Callum Ilott                         |
| Alfa Romeo Racing ORLEN                 | Alfa Romeo Racing-Ferrari | C41                  | Ferrari 065/6       | P     | 88 | Robert Kubica      | 13–14       | Robert Kubica Callum Ilott                         |
| Alfa Romeo Racing ORLEN                 | Alfa Romeo Racing-Ferrari | C41                  | Ferrari 065/6       | P     | 99 | Antonio Giovinazzi | 1–22        | Robert Kubica Callum Ilott                         |
| Uralkali Haas F1 Team                   | Haas-Ferrari              | VF-21                | Ferrari 065/6       | P     | 9  | Nikita Mazepin     | 1–21        | Pietro Fittipaldi                                  |
| Uralkali Haas F1 Team                   | Haas-Ferrari              | VF-21                | Ferrari 065/6       | P     | 47 | Mick Schumacher    | 1–22        | Pietro Fittipaldi                                  |
| Scuderia AlphaTauri Honda               | AlphaTauri-Honda          | AT02                 | Honda RA621H        | P     | 10 | Pierre Gasly       | 1–22        | Alexander Albon                                    |
| Scuderia AlphaTauri Honda               | AlphaTauri-Honda          | AT02                 | Honda RA621H        | P     | 22 | Yūki Tsunoda       | 1–22        | Alexander Albon                                    |
| Red Bull Racing Honda                   | Red Bull Racing-Honda     | RB16B                | Honda RA621H        | P     | 11 | Sergio Pérez       | 1–22        | Alexander Albon                                    |
| Red Bull Racing Honda                   | Red Bull Racing-Honda     | RB16B                | Honda RA621H        | P     | 33 | Max Verstappen     | 1–22        | Alexander Albon                                    |
| Alpine F1 Team                          | Alpine-Renault            | A521                 | Renault E-Tech 20B  | P     | 14 | Fernando Alonso    | 1–22        | Daniił Kwiat Zhou Guanyu                           |
| Alpine F1 Team                          | Alpine-Renault            | A521                 | Renault E-Tech 20B  | P     | 31 | Esteban Ocon       | 1–22        | Daniił Kwiat Zhou Guanyu                           |
| Scuderia Ferrari Mission Winnow         | Ferrari                   | SF21                 | Ferrari 065/6       | P     | 16 | Charles Leclerc    | 1–22        | Callum Ilott                                       |
| Scuderia Ferrari Mission Winnow         | Ferrari                   | SF21                 | Ferrari 065/6       | P     | 55 | Carlos Sainz Jr.   | 1–22        | Callum Ilott                                       |
| Mercedes-AMG Petronas Formula One Team  | Mercedes                  | F1 W12 E Performance | Mercedes AMG F1 M12 | P     | 44 | Lewis Hamilton     | 1–22        | Nyck de Vries Nico Hülkenberg Stoffel Vandoorne    |
| Mercedes-AMG Petronas Formula One Team  | Mercedes                  | F1 W12 E Performance | Mercedes AMG F1 M12 | P     | 77 | Valtteri Bottas    | 1–22        | Nyck de Vries Nico Hülkenberg Stoffel Vandoorne    |
| Zespół                                  | Konstruktor               | Samochód             | Silnik (1.6l V6T)   | Opony | Nr | Kierowcy wyścigowi | Rundy       | Kierowcy rezerwowi                                 |

### Piątkowi kierowcy
Jeśli kierowca brał udział w piątkowym treningu, symbol oznacza, którego z kierowców wyścigowych zastąpił.

Udział kierowcy w całym weekendzie wyścigowym zaznaczono przez pogrubioną nazwę zespołu, w którym startował.
| Kierowca      | Nr | Zespół     | Bahrajn | Emilia-Romania | Portugalia | Hiszpania | Monako | Azerbejdżan | Francja |     | Austria | Wielka Brytania | Węgry | Belgia | Holandia   | Włochy     | Rosja | Turcja | Stany Zjednoczone | Meksyk |  | Katar | Arabia Saudyjska |     |
| ------------- | -- | ---------- | ------- | -------------- | ---------- | --------- | ------ | ----------- | ------- | --- | ------- | --------------- | ----- | ------ | ---------- | ---------- | ----- | ------ | ----------------- | ------ |  | ----- | ---------------- | --- |
| Zhou Guanyu   | 37 | Alpine     |         |                |            |           |        |             |         |     | ALO     |                 |       |        |            |            |       |        |                   |        |  |       |                  |     |
| Roy Nissany   | 45 | Williams   |         |                |            | RUS       |        |             | RUS     |     | RUS     |                 |       |        |            |            |       |        |                   |        |  |       |                  |     |
| Robert Kubica | 88 | Alfa Romeo |         |                |            | RAI       |        |             |         | RAI |         |                 | RAI   |        | Alfa Romeo | Alfa Romeo |       |        |                   |        |  |       |                  |     |
| Jack Aitken   | 89 | Williams   |         |                |            |           |        |             |         |     |         |                 |       |        |            |            |       |        |                   |        |  |       |                  | RUS |
| Callum Ilott  | 98 | Alfa Romeo |         |                | GIO        |           |        |             |         |     | GIO     |                 |       |        |            |            |       |        |                   |        |  |       |                  |     |

### Przed rozpoczęciem sezonu

#### Zmiany wśród zespołów
- Po dwóch sezonach, zespół Racing Point zmienił nazwę na Aston Martin[52]. Ponadto nowym sponsorem tytularnym została amerykańska firma z branży IT, Cognizant[53].
- Po trzech sezonach współpracy z Renault, zespół McLaren powrócił do korzystania z silników Mercedes[3].
- Po pięciu latach, Renault ponownie przestanie być konstruktorem, zmieniając nazwę na Alpine[40]. Koncern Renault pozostał jako dostawca silników[40].
- Rosyjski koncern Uralkali został tytularnym sponsorem zespołu Haas[26].

#### Zmiany wśród kierowców
- Daniel Ricciardo zastąpił Carlosa Sainza w zespole McLaren[4].
- Carlos Sainz Jr. zastąpił Sebastiana Vettela w ekipie Ferrari[46].
- Fernando Alonso po dwóch sezonach przerwy powrócił do Formuły 1 jako kierowca ekipy Alpine, zastępując Daniela Ricciardo[42].
- Mimo ważnego kontraktu, Sergio Pérez opuścił Racing Point po sezonie 2020[54]. Jego miejsce zajął Sebastian Vettel[11].
- Po sezonie 2020, Romain Grosjean i Kevin Magnussen opuścili ekipę Haas[55]. Ich miejsce zajęli Nikita Mazepin[28] oraz Mick Schumacher[30].
- Yūki Tsunoda zastąpił Daniiła Kwiata w zespole Scuderia AlphaTauri[35].
- Sergio Pérez zastąpił Alexandra Albona w zespole Red Bull Racing. Albon został kierowcą rezerwowym tego zespołu[38].

### W trakcie sezonu

#### Zmiany wśród kierowców
- Przed rozpoczęciem trzeciej sesji treningowej na torze Zandvoort Kimi Räikkönen uzyskał pozytywny wynik na obecność COVID-19. Fina zastąpił kierowca rezerwowy zespołu Alfa Romeo Racing ORLEN Robert Kubica[25]. Kubica zastąpił Räikkönena także podczas Grand Prix Włoch[56].
- Przed rozpoczęciem wyścigu Grand Prix Abu Zabi 2021 Nikita Mazepin uzyskał wynik pozytywny na obecność COVID-19. Zgodnie z art. 31.1 2021 Regulaminu Sportowego Formuły 1 kierowca musi wystąpić w przynajmniej jednej sesji treningowej, aby móc wziąć udział w kwalifikacjach a następnie wyścigu. Mazepin pozytywny wynik otrzymał już po odbyciu się wszystkich sesji treningowych, a także po kwalifikacjach, wobec czego nie mógł zostać zastąpiony przez żadnego z kierowców rezerwowych Haasa[57][58].

## Kalendarz
Kalendarz został opublikowany 10 listopada 2020 roku. 16 grudnia 2020 potwierdzono wyścig o Grand Prix São Paulo, a niecały miesiąc później właściciele toru Circuit de Barcelona-Catalunya podpisali roczny kontrakt na organizację Grand Prix Hiszpanii. 12 stycznia kalendarz został zmodyfikowany. 5 marca oficjalnie potwierdzono organizację Grand Prix Portugalii. 26 kwietnia komisja Formuły 1 ogłosiła 3 wyścigi kwalifikacyjne, które odbędą się na dwóch torach europejskich i jednym poza Europą. 28 kwietnia ogłoszono, że Grand Prix Turcji zastąpi Grand Prix Kanady. 14 maja Liberty Media oficjalnie poinformowało o rezygnacji z planów rozegrania Grand Prix Turcji. Podjęto decyzję o przesunięciu Grand Prix Francji o jeden tydzień i o zorganizowaniu Grand Prix Styrii w dniach 25–27 czerwca. 4 czerwca Grand Prix Singapuru zostało odwołane. 25 czerwca w miejsce odwołanego Singapuru ponownie zostało dodane Grand Prix Turcji. 6 lipca Grand Prix Australii zostało odwołane. 18 sierpnia zostało odwołane Grand Prix Japonii. 28 sierpnia sezon został oficjalnie skrócony do 22 wyścigów, a wyścigi w Turcji, Meksyku i Brazylii zostały przesunięte. 30 września zostało dodane Grand Prix Kataru.
| 1 | 2 | 3 | 4 |
| --- | --- | --- | --- |
| Grand Prix Bahrajnu 26–28 marca Szczegółowy rezultatPP: M. Verstappen (Red Bull) P1: L. Hamilton (Mercedes) NO: V. Bottas (Mercedes)           | Grand Prix Emilii-Romanii 16–18 kwietnia Szczegółowy rezultatPP: L. Hamilton (Mercedes) P1: M. Verstappen (Red Bull) NO: L. Hamilton (Mercedes) | Grand Prix Portugalii 30 kwietnia–2 maja Szczegółowy rezultatPP: V. Bottas (Mercedes) P1: L. Hamilton (Mercedes) NO: V. Bottas (Mercedes)   | Grand Prix Hiszpanii 7–9 maja Szczegółowy rezultatPP: L. Hamilton (Mercedes) P1: L. Hamilton (Mercedes) NO: M. Verstappen (Red Bull)     |
| 5 | 6 | 7 | 8 |
| Grand Prix Monako 20–23 maja Szczegółowy rezultatPP: Ch. Leclerc (Ferrari) P1: M. Verstappen (Red Bull) NO: L. Hamilton (Mercedes)             | Grand Prix Azerbejdżanu 4–6 czerwca Szczegółowy rezultatPP: Ch. Leclerc (Ferrari) P1: S. Pérez (Red Bull) NO: M. Verstappen (Red Bull)          | Grand Prix Francji 18–20 czerwca Szczegółowy rezultatPP: M. Verstappen (Red Bull) P1: M. Verstappen (Red Bull) NO: M. Verstappen (Red Bull) | Grand Prix Styrii 25–27 czerwca Szczegółowy rezultatPP: M. Verstappen (Red Bull) P1: M. Verstappen (Red Bull) NO: L. Hamilton (Mercedes) |
| 9 | 10 | 11 | 12 |
| Grand Prix Austrii 2–4 lipca Szczegółowy rezultatPP: M. Verstappen (Red Bull) P1: M. Verstappen (Red Bull) NO: M. Verstappen (Red Bull)        | Grand Prix Wielkiej Brytanii 16–18 lipca Szczegółowy rezultatPP: M. Verstappen (Red Bull) P1: L. Hamilton (Mercedes) NO: S. Pérez (Red Bull)    | Grand Prix Węgier 30 lipca–1 sierpnia Szczegółowy rezultatPP: L. Hamilton (Mercedes) P1: E. Ocon (Alpine) NO: P. Gasly (AlphaTauri)         | Grand Prix Belgii 27–29 sierpnia Szczegółowy rezultatPP: M. Verstappen (Red Bull) P1: M. Verstappen (Red Bull) NO: Nieuznane             |
| 13 | 14 | 15 | 16 |
| Grand Prix Holandii 3–5 września Szczegółowy rezultatPP: M. Verstappen (Red Bull) P1: M. Verstappen (Red Bull) NO: L. Hamilton (Mercedes)      | Grand Prix Włoch 10–12 września Szczegółowy rezultatPP: M. Verstappen (Red Bull) P1: D. Ricciardo (McLaren) NO: D. Ricciardo (McLaren)          | Grand Prix Rosji 24–26 września Szczegółowy rezultatPP: L. Norris (McLaren) P1: L. Hamilton (Mercedes) NO: L. Norris (McLaren)              | Grand Prix Turcji 8–10 października Szczegółowy rezultatPP: V. Bottas (Mercedes) P1: V. Bottas (Mercedes) NO: V. Bottas (Mercedes)       |
| 17 | 18 | 19 | 20 |
| Grand Prix USA 22–24 października Szczegółowy rezultatPP: M. Verstappen (Red Bull) P1: M. Verstappen (Red Bull) NO: L. Hamilton (Mercedes)     | Grand Prix Meksyku 5–7 listopada Szczegółowy rezultatPP: V. Bottas (Mercedes) P1: M. Verstappen (Red Bull) NO: V. Bottas (Mercedes)             | Grand Prix São Paulo 12–14 listopada Szczegółowy rezultatPP: V. Bottas (Mercedes) P1: L. Hamilton (Mercedes) NO: S. Pérez (Red Bull)        | Grand Prix Kataru 19–21 listopada Szczegółowy rezultatPP: L. Hamilton (Mercedes) P1: L. Hamilton (Mercedes) NO: M. Verstappen (Red Bull) |
| 21 | 22 | | |
| Grand Prix Arabii Saudyjskiej 3–5 grudnia Szczegółowy rezultatPP: L. Hamilton (Mercedes) P1: L. Hamilton (Mercedes) NO: L. Hamilton (Mercedes) | Grand Prix Abu Zabi 10–12 grudnia Szczegółowy rezultatPP: M. Verstappen (Red Bull) P1: M. Verstappen (Red Bull) NO: M. Verstappen (Red Bull)    | | |

### Zmiany w kalendarzu
- W kalendarzu znalazły się nowe wyścigi, Grand Prix Arabii Saudyjskiej[59], gdzie obiektem zmagań został uliczny tor w miejscowości Dżudda[74] oraz dodane w trakcie sezonu Grand Prix Kataru, które odbyło się w Lusajlu[72].
- Wyścig o Grand Prix Brazylii zmienił nazwę na Grand Prix São Paulo, ze względu na podkreślenie zaangażowania lokalnych władz w walkę o utrzymanie się w kalendarzu Formuły 1[60].
- Po 36 latach, do kalendarza powrócił wyścig o Grand Prix Holandii, organizowany na torze Zandvoort[59]. Pierwotnie wyścig miał odbyć się w sezonie 2020, jednak został on odwołany z powodu pandemii COVID-19 i braku możliwości organizacji wyścigu z publicznością[75].
- W kalendarzu miał znaleźć się wyścig o Grand Prix Wietnamu. Wyścig miał zadebiutować w sezonie 2020, jednak odwołano go w wyniku pandemii COVID-19[76]. Wyścig zdjęto z powodów politycznych[77].
- Grand Prix Monako, Grand Prix Azerbejdżanu, Grand Prix Francji, Grand Prix Stanów Zjednoczonych oraz Grand Prix Meksyku powróciły po rocznej przerwie. W sezonie 2020 wyścigi były odwołane wskutek pandemii COVID-19[59].
- Grand Prix Australii miało powrócić po rocznej przerwie[59]. Wyścig pierwotnie miał się odbyć w marcu, jednak z powodu obostrzeń runda przeniesiona została na listopad[62]. 6 lipca Grand Prix zostało odwołane z powodu restrykcji związanych z pandemią COVID-19[69].
- Grand Prix Chin, które pierwotnie miało odbyć się 11 kwietnia została przełożone na nieokreślony termin z powodu ograniczeń w podróżowaniu, wskutek pandemii COVID-19[62].
- Grand Prix Kanady, które pierwotnie miało odbyć się 13 czerwca zostało odwołane z powodu restrykcji związanych z pandemią COVID-19. Miejsce w kalendarzu zajął wyścig o Grand Prix Turcji[65], które także zostało odwołane z powodu restrykcji związanych z pandemią COVID-19. Podjęto decyzję o przesunięciu Grand Prix Francji o jeden tydzień i o zorganizowaniu Grand Prix Styrii w dniach 25-27 czerwca[66].
- Grand Prix Singapuru, które pierwotnie miało odbyć się 3 października zostało odwołane z powodu restrykcji związanych z pandemią COVID-19[67]. W jego miejsce ponownie zostało dodane Grand Prix Turcji[68].
- Grand Prix Japonii, które pierwotnie miało się odbyć 10 października zostało odwołane z powodu restrykcji związanych z pandemią COVID-19[70].

## Klasyfikacje
| Legenda oznaczeń w tabelach wyników Wyświetl szablon na nowej stronie | Legenda oznaczeń w tabelach wyników Wyświetl szablon na nowej stronie                                                                     |
| Oznaczenie                                                            | Wyjaśnienie |
| --------------------------------------------------------------------- | --- |
| Złoty                                                                 | Zwycięzca lub mistrzostwo |
| Srebrny                                                               | 2. miejsce lub wicemistrzostwo |
| Brązowy                                                               | 3. miejsce lub II wicemistrzostwo |
| Zielony                                                               | Ukończył, punktował (w klasyfikacji generalnej, gdy zdobył co najmniej jeden punkt na przestrzeni sezonu, poza trzema powyższymi opcjami) |
| Niebieski                                                             | Ukończył, nie punktował (w klasyfikacji generalnej, gdy nie zdobył co najmniej jednego punktu na przestrzeni sezonu)                      |
| Czerwony                                                              | Nie zakwalifikował się (NZ) |
| Czerwony                                                              | Nie prekwalifikował się (NPK) |
| Różowy                                                                | Nie ukończył (NU) |
| Różowy                                                                | Niesklasyfikowany (NS) (w klasyfikacji generalnej, gdy nie został sklasyfikowany w żadnym wyścigu sezonu)                                 |
| Czarny                                                                | Zdyskwalifikowany (DK) |
| Czarny                                                                | Wykluczony (WYK/EX) |
| Biały                                                                 | Nie wystartował (NW) |
| Biały                                                                 | Kontuzjowany (K/INJ) |
| Biały                                                                 | Wyścig odwołany (OD/C) |
| Bez koloru                                                            | Został wycofany (WYC/WD) |
| Bez koloru                                                            | Nie przybył (NP/DNA) |
| Bez koloru                                                            | Nie brał udziału w treningach (NT/DNP) |
| Bez koloru                                                            | Nie został zgłoszony (–) |
| Pogrubienie                                                           | Start z pole position |
| Kursywa                                                               | Najszybsze okrążenie wyścigu |
| †                                                                     | Nie ukończył, ale jego rezultat został zaliczony ze względu na przejechanie więcej niż 90% dystansu wyścigu.                              |
| *                                                                     | Sezon w trakcie |
| 1/2/3                                                                 | Punktowana pozycja w sprincie |
| Lista systemów punktacji Formuły 1                                    | |

### Kierowcy
| Poz. | Kierowca           | Konstruktor       | Bahrajn | Emilia-Romania | Portugalia | Hiszpania | Monako | Azerbejdżan | Francja |    | Austria | Wielka Brytania | Węgry | [ e ]  | Holandia | Włochy | Rosja | Turcja | Stany Zjednoczone | Meksyk |    | Katar | Arabia Saudyjska |     | Pkt.  |
| ---- | ------------------ | ----------------- | ------- | -------------- | ---------- | --------- | ------ | ----------- | ------- | -- | ------- | --------------- | ----- | ------ | -------- | ------ | ----- | ------ | ----------------- | ------ | -- | ----- | ---------------- | --- | ----- |
| 1    | Max Verstappen     | Red Bull Racing   | 2       | 1              | 2          | 2         | 1      | 18†         | 1       | 1  | 1       | NU1             | 9     | 1      | 1        | NU2    | 2     | 2      | 1                 | 1      | 2  | 2     | 2                | 1   | 395,5 |
| 2    | Lewis Hamilton     | Mercedes          | 1       | 2              | 1          | 1         | 7      | 15          | 2       | 2  | 4       | 12              | 2     | 3      | 2        | NU     | 1     | 5      | 2                 | 2      | 1  | 1     | 1                | 2   | 387,5 |
| 3    | Valtteri Bottas    | Mercedes          | 3       | NU             | 3          | 3         | NU     | 12          | 4       | 3  | 2       | 3               | NU    | 12     | 3        | 31     | 5     | 1      | 6                 | 15     | 31 | NU    | 3                | 6   | 226   |
| 4    | Sergio Pérez       | Red Bull Racing   | 5       | 11             | 4          | 5         | 4      | 1           | 3       | 4  | 6       | 16              | NU    | 19     | 8        | 5      | 9     | 3      | 3                 | 3      | 4  | 4     | NU               | 15† | 190   |
| 5    | Carlos Sainz Jr.   | Ferrari           | 8       | 5              | 11         | 7         | 2      | 8           | 11      | 6  | 5       | 6               | 3     | 10     | 7        | 6      | 3     | 8      | 7                 | 6      | 63 | 7     | 8                | 3   | 164,5 |
| 6    | Lando Norris       | McLaren           | 4       | 3              | 5          | 8         | 3      | 5           | 5       | 5  | 3       | 4               | NU    | 14     | 10       | 2      | 7     | 7      | 8                 | 10     | 10 | 9     | 10               | 7   | 160   |
| 7    | Charles Leclerc    | Ferrari           | 6       | 4              | 6          | 4         | NW     | 4           | 16      | 7  | 8       | 2               | NU    | 8      | 5        | 4      | 15    | 4      | 4                 | 5      | 5  | 8     | 7                | 10  | 159   |
| 8    | Daniel Ricciardo   | McLaren           | 7       | 6              | 9          | 6         | 12     | 9           | 6       | 13 | 7       | 5               | 11    | 4      | 11       | 13     | 4     | 13     | 5                 | 12     | NU | 12    | 5                | 12  | 115   |
| 9    | Pierre Gasly       | AlphaTauri        | 17†     | 7              | 10         | 10        | 6      | 3           | 7       | NU | 9       | 11              | 5     | 6      | 4        | NU     | 13    | 6      | NU                | 4      | 7  | 11    | 6                | 5   | 110   |
| 10   | Fernando Alonso    | Alpine            | NU      | 10             | 8          | 17        | 13     | 6           | 8       | 9  | 10      | 7               | 4     | 11     | 6        | 8      | 6     | 16     | NU                | 9      | 9  | 3     | 13               | 8   | 81    |
| 11   | Esteban Ocon       | Alpine            | 13      | 9              | 7          | 9         | 9      | NU          | 14      | 14 | NU      | 9               | 1     | 7      | 9        | 10     | 14    | 10     | NU                | 13     | 8  | 5     | 4                | 9   | 74    |
| 12   | Sebastian Vettel   | Aston Martin      | 15      | 15†            | 13         | 13        | 5      | 2           | 9       | 12 | 17†     | NU              | DK    | 5      | 13       | 12     | 12    | 18     | 10                | 7      | 11 | 10    | NU               | 11  | 43    |
| 13   | Lance Stroll       | Aston Martin      | 10      | 8              | 14         | 11        | 8      | NU          | 10      | 8  | 13      | 8               | NU    | 20     | 12       | 7      | 11    | 9      | 12                | 14     | NU | 6     | 11               | 13  | 34    |
| 14   | Yūki Tsunoda       | AlphaTauri        | 9       | 12             | 15         | NU        | 16     | 7           | 13      | 10 | 12      | 10              | 6     | 15     | NU       | NW     | 17    | 14     | 9                 | NU     | 15 | 13    | 14               | 4   | 32    |
| 15   | George Russell     | Williams          | 14      | NU             | 16         | 14        | 14     | 17†         | 12      | NU | 11      | 12              | 8     | 2      | 17†      | 9      | 10    | 15     | 14                | 16     | 13 | 17    | NU               | NU  | 16    |
| 16   | Kimi Räikkönen     | Alfa Romeo Racing | 11      | 13             | NU         | 12        | 11     | 10          | 17      | 11 | 15      | 15              | 10    | 18     | WD       | –      | 8     | 12     | 13                | 8      | 12 | 14    | 15               | NU  | 10    |
| 17   | Nicholas Latifi    | Williams          | 18†     | NU             | 18         | 16        | 15     | 16          | 18      | 17 | 16      | 14              | 7     | 9      | 16       | 11     | 19†   | 17     | 15                | 17     | 16 | NU    | 12               | NU  | 7     |
| 18   | Antonio Giovinazzi | Alfa Romeo Racing | 12      | 14             | 12         | 15        | 10     | 11          | 15      | 15 | 14      | 13              | 13    | 13     | 14       | 13     | 16    | 11     | 11                | 11     | 14 | 15    | 9                | NU  | 3     |
| 19   | Mick Schumacher    | Haas              | 16      | 16             | 17         | 18        | 18     | 13          | 19      | 16 | 18      | 18              | 12    | 16     | 18       | 15     | NU    | 19     | 16                | NU     | 18 | 16    | NU               | 14  | 0     |
| 20   | Robert Kubica      | Alfa Romeo Racing | –       | –              | –          | –         | –      | –           | –       | –  | –       | –               | –     | –      | 15       | 14     | –     | –      | –                 | –      | –  | –     | –                | –   | 0     |
| 21   | Nikita Mazepin     | Haas              | NU      | 17             | 19         | 19        | 17     | 14          | 20      | 18 | 19      | 17              | NU    | 17     | NU       | NU     | 18    | 20     | 17                | 18     | 17 | 18    | NU               | NW  | 0     |
| Poz. | Kierowca           | Konstruktor       | Bahrajn | Emilia-Romania | Portugalia | Hiszpania | Monako | Azerbejdżan | Francja |    | Austria | Wielka Brytania | Węgry | Belgia | Holandia | Włochy | Rosja | Turcja | Stany Zjednoczone | Meksyk |    | Katar | Arabia Saudyjska |     | Pkt.  |

### Konstruktorzy
| Poz.    | Konstruktor               | Nr | Bahrajn | Emilia-Romania | Portugalia | Hiszpania | Monako | Azerbejdżan | Francja |    | Austria | Wielka Brytania | Węgry | [ e ]  | Holandia | Włochy | Rosja | Turcja | Stany Zjednoczone | Meksyk |    | Katar | Arabia Saudyjska |     | Pkt.  |
| ------- | ------------------------- | -- | ------- | -------------- | ---------- | --------- | ------ | ----------- | ------- | -- | ------- | --------------- | ----- | ------ | -------- | ------ | ----- | ------ | ----------------- | ------ | -- | ----- | ---------------- | --- | ----- |
| 1       | Mercedes                  | 44 | 1       | 2              | 1          | 1         | 7      | 15          | 2       | 2  | 4       | 12              | 2     | 3      | 2        | NU     | 1     | 5      | 2                 | 2      | 1  | 1     | 1                | 2   | 613,5 |
| 1       | Mercedes                  | 77 | 3       | NU             | 3          | 3         | NU     | 12          | 4       | 3  | 2       | 3               | NU    | 12     | 3        | 31     | 5     | 1      | 6                 | 15     | 31 | NU    | 3                | 6   | 613,5 |
| 2       | Red Bull Racing-Honda     | 33 | 2       | 1              | 2          | 2         | 1      | 18†         | 1       | 1  | 1       | NU1             | 9     | 1      | 1        | NU2    | 2     | 2      | 1                 | 1      | 2  | 2     | 2                | 1   | 585,5 |
| 2       | Red Bull Racing-Honda     | 11 | 5       | 11             | 4          | 5         | 4      | 1           | 3       | 4  | 6       | 16              | NU    | 19     | 8        | 5      | 9     | 3      | 3                 | 3      | 4  | 4     | NU               | 15† | 585,5 |
| 3       | Ferrari                   | 55 | 8       | 5              | 11         | 7         | 2      | 8           | 11      | 6  | 5       | 6               | 3     | 10     | 7        | 6      | 3     | 8      | 7                 | 6      | 63 | 7     | 8                | 3   | 323,5 |
| 3       | Ferrari                   | 16 | 6       | 4              | 6          | 4         | NW     | 4           | 16      | 7  | 8       | 2               | NU    | 8      | 5        | 4      | 15    | 4      | 4                 | 5      | 5  | 8     | 7                | 10  | 323,5 |
| 4       | McLaren-Mercedes          | 4  | 4       | 3              | 5          | 8         | 3      | 5           | 5       | 5  | 3       | 4               | NU    | 14     | 10       | 2      | 7     | 7      | 8                 | 10     | 10 | 9     | 10               | 7   | 275   |
| 4       | McLaren-Mercedes          | 3  | 7       | 6              | 9          | 6         | 12     | 9           | 6       | 13 | 7       | 5               | 11    | 4      | 11       | 13     | 4     | 13     | 5                 | 12     | NU | 12    | 5                | 12  | 275   |
| 5       | Alpine-Renault            | 14 | NU      | 10             | 8          | 17        | 13     | 6           | 8       | 9  | 10      | 7               | 4     | 11     | 6        | 8      | 6     | 16     | NU                | 9      | 9  | 3     | 13               | 8   | 155   |
| 5       | Alpine-Renault            | 31 | 13      | 9              | 7          | 9         | 9      | NU          | 14      | 14 | NU      | 9               | 1     | 7      | 9        | 10     | 14    | 10     | NU                | 13     | 8  | 5     | 4                | 9   | 155   |
| 6       | AlphaTauri-Honda          | 10 | 17†     | 7              | 10         | 10        | 6      | 3           | 7       | NU | 9       | 11              | 5     | 6      | 4        | NU     | 13    | 6      | NU                | 4      | 7  | 11    | 6                | 5   | 142   |
| 6       | AlphaTauri-Honda          | 22 | 9       | 13             | 15         | NU        | 16     | 7           | 13      | 10 | 12      | 10              | 6     | 15     | NU       | NW     | 17    | 14     | 9                 | NU     | 15 | 13    | 14               | 4   | 142   |
| 7       | Aston Martin-Mercedes     | 5  | 15      | 15†            | 13         | 13        | 5      | 2           | 9       | 8  | 17†     | NU              | DK    | 5      | 13       | 12     | 12    | 18     | 10                | 7      | 11 | 10    | NU               | 11  | 77    |
| 7       | Aston Martin-Mercedes     | 18 | 10      | 8              | 14         | 11        | 8      | NU          | 10      | 12 | 13      | 8               | NU    | 20     | 12       | 7      | 11    | 9      | 12                | 14     | NU | 6     | 11               | 13  | 77    |
| 8       | Williams-Mercedes         | 63 | 14      | NU             | 16         | 14        | 14     | 17†         | 12      | 17 | 11      | 12              | 8     | 2      | 17†      | 9      | 10    | 15     | 14                | 16     | 13 | 17    | NU               | NU  | 23    |
| 8       | Williams-Mercedes         | 6  | 18†     | NU             | 18         | 16        | 15     | 16          | 18      | NU | 16      | 14              | 7     | 9      | 16       | 11     | 19†   | 17     | 15                | 17     | 16 | NU    | 12               | NU  | 23    |
| 9       | Alfa Romeo Racing-Ferrari | 7  | 11      | 13             | NU         | 12        | 11     | 10          | 17      | 11 | 15      | 15              | 10    | 18     | WD       | –      | 8     | 12     | 13                | 8      | 12 | 14    | 15               | NU  | 13    |
| 9       | Alfa Romeo Racing-Ferrari | 99 | 12      | 14             | 12         | 15        | 10     | 11          | 15      | 15 | 14      | 13              | 13    | 13     | 14       | 13     | 16    | 11     | 11                | 11     | 14 | 15    | 9                | NU  | 13    |
| 9       | Alfa Romeo Racing-Ferrari | 88 | –       | –              | –          | –         | –      | –           | –       | –  | –       | –               | –     | –      | 15       | 14     | –     | –      | –                 | –      | –  | –     | –                | –   | 13    |
| 10      | Haas-Ferrari              | 47 | 16      | 16             | 17         | 18        | 18     | 13          | 19      | 16 | 18      | 18              | 12    | 16     | 18       | 15     | NU    | 19     | 16                | NU     | 18 | 16    | NU               | 14  | 0     |
| 10      | Haas-Ferrari              | 9  | NU      | 17             | 19         | 19        | 17     | 14          | 20      | 18 | 19      | 17              | NU    | 17     | NU       | NU     | 18    | 20     | 17                | 18     | 17 | 18    | NU               | NW  | 0     |
| Poz.    | Konstruktor               | Nr | Bahrajn | Emilia-Romania | Portugalia | Hiszpania | Monako | Azerbejdżan | Francja |    | Austria | Wielka Brytania | Węgry | Belgia | Holandia | Włochy | Rosja | Turcja | Stany Zjednoczone | Meksyk |    | Katar | Arabia Saudyjska |     | Pkt.  |
| Źródło: |                           |    |         |                |            |           |        |             |         |    |         |                 |       |        |          |        |       |        |                   |        |    |       |                  |     |       |